# Suren Hevorkian
Suren Tyhranovyhch Hevorkian –en ucraniano, Сурен Тигранович Геворкян– (2 de febrero de 1980) es un deportista ucraniano que compitió en lucha grecorromana. Ganó dos medallas en el Campeonato Europeo de Lucha, plata en 2003 y bronce en 2007.

## Palmarés internacional
| Campeonato Europeo | Campeonato Europeo             | Campeonato Europeo | Campeonato Europeo |
| Año                | Lugar                          | Medalla            | Categoría          |
| ------------------ | ------------------------------ | ------------------ | ------------------ |
| 2003               | Belgrado (Serbia y Montenegro) | Medalla de plata   | 60 kg              |
| 2007               | Sofía (Bulgaria)               | Medalla de bronce  | 60 kg              |